# Amra Sadiković
Amra Sadiković (6 mei 1989) is een tennisspeelster uit Zwitserland.
Ze begon op negenjarige leeftijd met tennis.
In 2007 kreeg Sadiković de Zwitserse nationaliteit.
In 2014 stopte Sadiković met proftennis, en werd tenniscoach. Na veertien maanden echter, kondigde ze haar return op het prof-circuit aan.
Sadiković komt sinds 2009 uit voor Zwitserland in de Fed Cup.